# Anna Juppe
Anna Carla Juppe (* 14. September 1999 in Kaufbeuren, Deutschland) ist eine österreichische Biathletin und vormalige Skilangläuferin. Sie startet seit 2021 im Biathlon-Weltcup und nahm an den Olympischen Spielen 2022 teil.

## Karriere

### Skilanglauf
Anna Juppe begann ihre Karriere im Skilanglauf und nahm von 2013 bis 2017 vorrangig an Juniorenwettkämpfen teil. 2016 war sie Teil des österreichischen Aufgebots bei den Olympischen Jugendspielen, wo als bestes Ergebnis Rang 20 im Sprint resultierte. Vereinzelt startete sie zu diesem Zeitpunkt auch bei FIS-Rennen, wo sie im Februar 2017 einen ersten Podestplatz verwirklichte. Im Januar 2018 nahm die Österreicherin erstmals an Juniorenweltmeisterschaften teil, konnte aber nicht überzeugen und verpasste in allen Wettkämpfen die Top 40. Im Kalenderjahr 2018 erreichte sie in FIS-Rennen weitere sieben Mal das Podest und nahm im Folgejahr an ihrer zweiten Junioren-WM teil. Bei den nationalen Meisterschaften 2019 gewann Juppe hinter Teresa Stadlober und Jasmin Berchtold ihre erste Medaille und konnte eine solche im Verfolgungswettkampf erneut gewinnen. Auf erste Auftritte im Alpencup folgte die Teilnahme an der Winteruniversiade sowie Top-10-Ränge bei der ÖM. Ihre letzten FIS-Bewerbe bestritt die Österreicherin Anfang Januar 2020 im Wintersportgebiet Campra im Tessin.

### Biathlon
Zur Saison 2020/21 wechselte Anna Juppe vom Langlauf zum Biathlon und wurde für den Winter in die Mannschaft des zweitklassigen IBU-Cup aufgenommen. Ihre ersten Ranglistenpunkte sammelte sie als 25. eines Sprints in Obertilliach, ihre ersten Europameisterschaften verliefen hingegen weniger erfolgreich. In erster Linie verhinderte die Trefferquote der Umsteigerin in ihrer ersten Biathlonsaison gute Rennergebnisse. Juppe war aufgrund ihres Alters auch bei den Juniorenweltmeisterschaften 2021 in Obertilliach startberechtigt und gewann gemeinsam mit Anna Gandler, Lisa Osl und Lea Rothschopf auf Anhieb die Bronzemedaille im Staffelwettkampf. Mit Beginn des Winters 2021/22 startete die Österreicherin in Östersund erstmals im Weltcup, wurde aber nach durchschnittlichen Ergebnissen wieder in den IBU-Cup versetzt, wo sie mit Rang 11 im Einzel von Obertilliach aufhorchen ließ. Beim Weltcup von Antholz verpasste sie erste Weltcuppunkte um nur sechs Sekunden und wurde daraufhin für die Olympischen Spiele von Peking nominiert, konnte dort aber wenig überzeugen. Mit der Damenstaffel ging es in Kontiolahti kurz vor Saisonende noch einmal auf den sechsten Platz, im September 2022 gewann sie bei den nationalen Meisterschaften im Einzel hinter Tamara Steiner und Mari Eder Bronze. In der Saison 2022/23 kam Juppe sprichwörtlich erst im Januar in die Spur, als sie im IBU-Cup in Osrblie das Qualifikationsrennen für den Supersprint gewann und den eigentlichen Wettkampf trotz vierer Schießfehler als Vierte abschloss. Kurz darauf gewann sie in Ruhpolding und Antholz mit den Rängen 25, 23 und 32 erste Weltcuppunkte und stellte in Südtirol mit Dunja Zdouc, Anna Gandler und Julia Schwaiger als Fünfte das beste österreichische Damenstaffelergebnis der Geschichte auf. Auch für die Weltmeisterschaften 2023 wurde die Österreicherin nominiert und erzielte mit der Staffel erneut den fünften Platz. Bis zum Saisonende platzierte sie sich drei weitere Male unter den besten Vierzig, sodass am Ende Platz 56 in der Weltrangliste resultierte.

## Statistiken

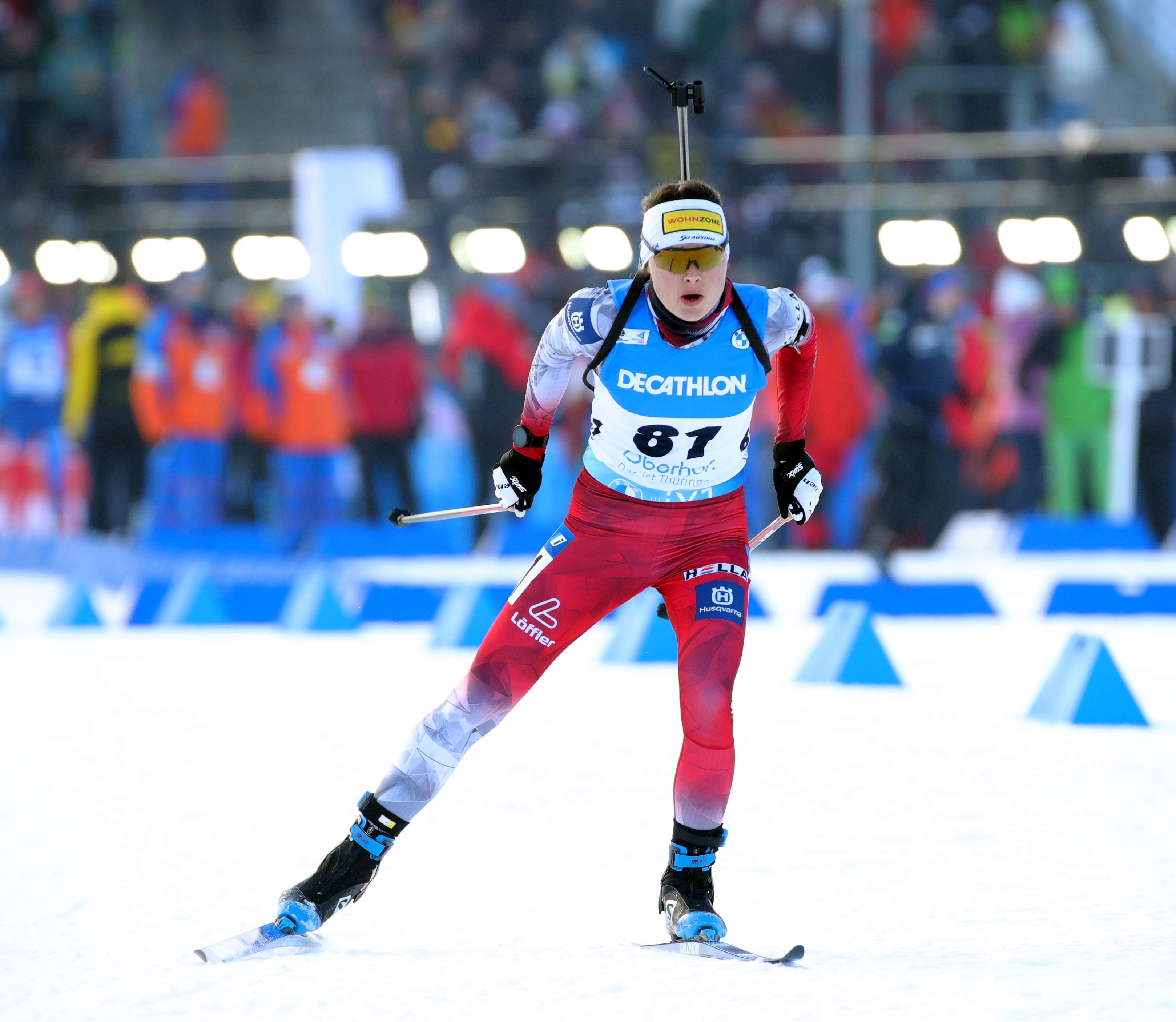
Juppe bei den Weltmeisterschaften 2023 in Oberhof

### Platzierungen im Biathlon-Weltcup
Die Tabelle zeigt alle Platzierungen (je nach Austragungsjahr einschließlich Olympische Spiele und Weltmeisterschaften).
- 1.–3. Platz: Anzahl der Podiumsplatzierungen
- Top 10: Anzahl der Platzierungen unter den ersten zehn (einschließlich Podium)
- Punkteränge: Anzahl der Platzierungen innerhalb der Punkteränge (einschließlich Podium und Top 10)
- Starts: Anzahl gelaufener Rennen in der jeweiligen Disziplin
- Staffel: inklusive Mixed- und Single-Mixed-Staffeln

| Platzierung               | Einzel | Sprint | Verfolgung | Massenstart | Staffel | Gesamt |
| ------------------------- | ------ | ------ | ---------- | ----------- | ------- | ------ |
| 1. Platz                  |        |        |            |             |         |        |
| 2. Platz                  |        |        |            |             |         |        |
| 3. Platz                  |        |        |            |             |         |        |
| Top 10                    |        |        |            |             | 4       | 4      |
| Punkteränge               | 2      | 3      | 1          |             | 7       | 13     |
| Starts                    | 5      | 11     | 4          |             | 7       | 27     |
| Stand: Saisonende 2022/23 |        |        |            |             |         |        |

### Olympische Winterspiele
Ergebnisse bei Olympischen Winterspielen:
|                                        | Einzelwettbewerbe | Einzelwettbewerbe | Einzelwettbewerbe | Einzelwettbewerbe | Staffelwettbewerbe | Staffelwettbewerbe |
| Einzel                                 | Sprint            | Verfolgung        | Massenstart       | Damenstaffel      | Mixedstaffel       |                    |
| -------------------------------------- | ----------------- | ----------------- | ----------------- | ----------------- | ------------------ | ------------------ |
| Olympische Winterspiele 2022 \| Peking | 75.               | –                 | –                 | –                 | 9.                 | –                  |

### Biathlon-Weltmeisterschaften
Ergebnisse bei den Weltmeisterschaften:
| Weltmeisterschaften | Weltmeisterschaften | Einzelwettbewerbe | Einzelwettbewerbe | Einzelwettbewerbe | Einzelwettbewerbe | Staffelwettbewerbe | Staffelwettbewerbe | Staffelwettbewerbe |
| Jahr                | Ort                 | Einzel            | Sprint            | Verfolgung        | Massenstart       | Damenstaffel       | Mixedstaffel       | S.-M.-Staffel      |
| ------------------- | ------------------- | ----------------- | ----------------- | ----------------- | ----------------- | ------------------ | ------------------ | ------------------ |
| 2023                | Oberhof             | 57.               | 72.               | –                 | –                 | 5.                 | –                  | –                  |

### Juniorenweltmeisterschaften
Ergebnisse bei den Juniorenweltmeisterschaften:
| Weltmeisterschaften | Weltmeisterschaften | Einzel | Sprint | Verfolgung | Staffel |
| Jahr                | Ort                 | Einzel | Sprint | Verfolgung | Staffel |
| ------------------- | ------------------- | ------ | ------ | ---------- | ------- |
| 2021                | Obertilliach        | 32.    | 25.    | 30.        | 3.      |